# Duinen Ameland
Das EU-Vogelschutzgebiet und Fauna-Flora-Habitat-Gebiet Duinen Ameland liegt auf der westfriesischen Insel Ameland in der niederländischen Provinz Friesland. Das 20,5 km² große Schutzgebiet gehört zum europäischen Schutzgebietsnetz Natura 2000. Es umfasst die Dünenlandschaft an der Nordküste der Insel. Es zeichnet sich durch das fast vollständige Spektrum der für die Nordseeküste charakteristischen Dünenformen aus.
Das Gebiet grenzt im Norden an das Natura-2000-Gebiet Noordzeekustzone und im Süden an das Natura-2000-Gebiet Waddenzee. Es wurde im Jahr 2000 als Vogelschutzgebiet ausgewiesen und im Jahr 2002 als FFH-Gebiet vorgeschlagen. 2004 erfolgte die Bestätigung als Gebiet gemeinschaftlicher Bedeutung (SCI) und 2009 die Ausweisung als Besonderes Erhaltungsgebiet (SAC).

## Schutzzweck

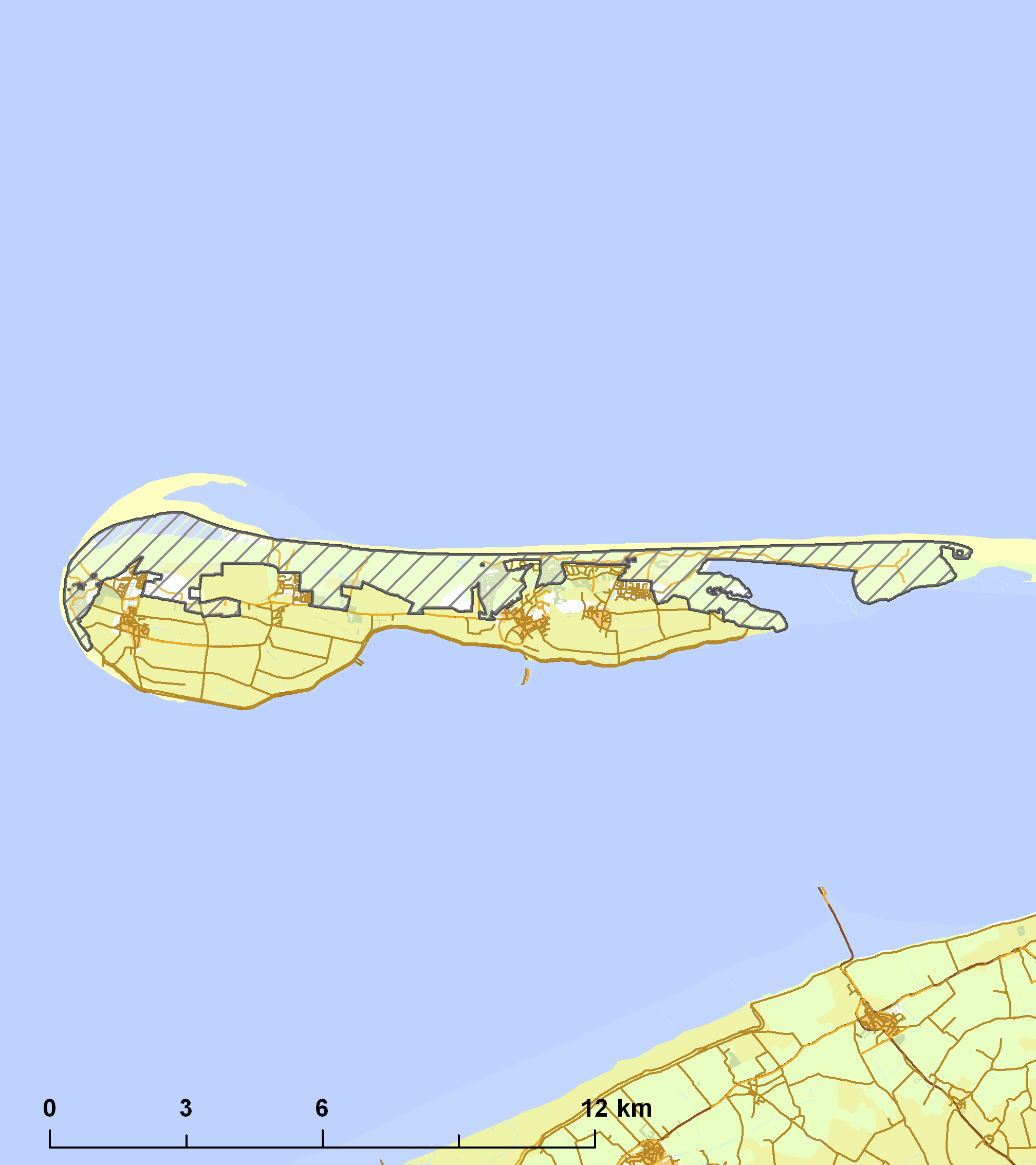
Karte des Schutzgebiets (schraffiert)

### Lebensraumtypen
Folgende Lebensraumtypen nach Anhang I der FFH-Richtlinie kommen im Gebiet vor; prioritäre Lebensraumtypen sind mit * gekennzeichnet:
| EU Code | * | Lebensraumtyp (offizielle Bezeichnung)                                                            | Fläche (ha) |
| ------- | - | ------------------------------------------------------------------------------------------------- | ----------- |
| 1330    |   | Atlantische Salzwiesen (Glauco-Puccinellietalia maritimae)                                        | 9           |
| 2120    |   | Weißdünen mit Strandhafer Ammophila arenaria                                                      | 97          |
| 2130    | * | Festliegende Küstendünen mit krautiger Vegetation (Graudünen)                                     | 454         |
| 2140    | * | Entkalkte Dünen mit Empetrum nigrum                                                               | 33          |
| 2150    | * | Festliegende entkalkte Dünen der atlantischen Zone (Calluno-Ulicetea)                             | 11          |
| 2160    |   | Dünen mit Hippophaë rhamnoides                                                                    | 76          |
| 2170    |   | Dünen mit Salix repens ssp. argentea (Salicion arenariae)                                         | 104         |
| 2180    |   | Bewaldete Dünen der atlantischen, kontinentalen und borealen Region                               | 35          |
| 2190    |   | Feuchte Dünentäler                                                                                | 116         |
| 6230    | * | Artenreiche montane Borstgrasrasen (und submontan auf dem europäischen Festland) auf Silikatböden | 0           |

### Arteninventar
Folgende Arten von gemeinschaftlichem Interesse sind für das Gebiet gemeldet (Prioritäre Arten sind mit * gekennzeichnet):
| Bild             | EU Code | * | Art              | wissenschaftlicher Name | Artengruppe |
| ---------------- | ------- | - | ---------------- | ----------------------- | ----------- |
| Kegelrobbe       | 1364    |   | Kegelrobbe       | Halichoerus grypus      | Säugetiere  |
| Sumpf-Glanzkraut | 1903    |   | Sumpf-Glanzkraut | Liparis loeselii        | Pflanzen    |

Folgende Vogelarten sind für das Gebiet gemeldet; Arten, die im Anhang I der Vogelschutzrichtlinie geführt sind, sind mit * gekennzeichnet:
| Bild             | Anhang I | EU Code | Art              | wissenschaftlicher Name    |
| ---------------- | -------- | ------- | ---------------- | -------------------------- |
| Schilfrohrsänger |          | A295    | Schilfrohrsänger | Acrocephalus schoenobaenus |
| Schilfrohrsänger | *        | A222    | Sumpfohreule     | Asio flammeus              |
| Rohrdommel       | *        | A021    | Rohrdommel       | Botaurus stellaris         |
| Rohrweihe        | *        | A081    | Rohrweihe        | Circus aeruginosus         |
| Kornweihe        | *        | A082    | Kornweihe        | Circus cyaneus             |
| Neuntöter        | *        | A338    | Neuntöter        | Lanius collurio            |
| Steinschmätzer   |          | A277    | Steinschmätzer   | Oenanthe oenanthe          |
| Tüpfelsumpfhuhn  | *        | A119    | Tüpfelsumpfhuhn  | Porzana porzana            |
| Eiderente        |          | A063    | Eiderente        | Somateria mollissima       |